# 18774 Лавантюре
18774 Лавантюре (18774 Lavanture) — астероїд головного поясу, відкритий 10 травня 1999 року.
Тіссеранів параметр щодо Юпітера — 3,512.